# Abdirahman Jama Barre
Abdirahman Jama Barre, in somalo Cabdiraxmaan Jaamac Barre (Lugh, 1937 – San Diego, 15 agosto 2017), è stato un politico somalo.
Laureatosi all'Università di Padova negli anni Sessanta, è cugino dell'ex dittatore Mohammed Siad Barre.
Ha ricoperto l'incarico di Ministro degli affari esteri (1977-1987, 1989-1990) e di Ministro delle finanze (1987-1991) durante il regime di Barre.